# Ултрапастьоризация
Ултрапастьоризацията (на английски: Ultra-high temperature processing, UHT) е стерилизация на храна чрез загряването ѝ за много кратък период (около 1 – 2 секунди) до температура, превишаваща 135 °C, която температурата е необходима да убие микроорганизмите и техните спори в млякото. Най-често на ултрапастьоризация се подлага млякото (получава се т. нар. UHT-мляко), но процесът се използва и при плодови сокове, кисело мляко, вино, мед и др. UHT-млякото е изобретено през 60-те години на 20 век, а става общодостъпно за консумация след 1970 г.
Високата температура по време на UHT-процеса може да предизвика частично т. нар. реакция на Майа̀р (покафеняване) и да промени леко вкуса и мириса на млечните продукти.
UHT-млякото обикновено има дълготрайност от 6 до 8 месеца преди отварянето на опаковката. Това значително надвишава трайността при пастьоризацията по метода висока температура/кратко време, при който млякото се нагрява до 72 °C за около 15 секунди.

## Хранителни качества
- Калоричност – UHT-млякото съдържа същото количество калории като пастьоризирано мляко.
- Калций – UHT и пастьоризираното мляко съдържат еднакво количество калций.
- Фолиева киселина: UHT-млякото съдържа 1 μg фолиева киселина на 100 g, докато пастьоризирано мляко съдържа 9 μg.[4]
- Някои хранителни съставки може да са в намалено количество при UHT-млякото, напр. витамин B12, витамин C и тиамин.[5]

## Разпространение
UHT-млякото се радва на голям успех в почти цяла Европа, като средно 7 от 10 европейци го пият редовно. В действителност, в гореща страна като Испания UHT е предпочитана технология, с която се избягват високите разходи за превози с хладилни цистерни и съхранение в хладилници. Най-големият европейски производител, Parmalat, имал $6 милиарда от продажби на такова мляко през 1999 г.
UHT-млякото е по-малко популярно в Северна Европа, по-точно в Дания, Финландия, Норвегия и др. То също не е толкова популярно и в Гърция, където се предпочита прясно пастьоризираното мляко.
| Страна         | процент |
| -------------- | ------- |
| Австрия        | 20,3    |
| Белгия         | 96,7    |
| Хърватия       | 73      |
| Чехия          | 71,4    |
| Дания          | 0,0     |
| Финландия      | 2,4     |
| Франция        | 95,5    |
| Германия       | 66,1    |
| Гърция         | 0,9     |
| Унгария        | 35,1    |
| Ирландия       | 10,9    |
| Италия         | 49,8    |
| Нидерландия    | 20,2    |
| Норвегия       | 5,3     |
| Полша          | 48,6    |
| Португалия     | 92,9    |
| Словакия       | 35,5    |
| Испания        | 95,7    |
| Швеция         | 5,5     |
| Швейцария      | 62,8    |
| Турция         | 53,1    |
| Великобритания | 8,4     |

През 1993 г. Parmalat започва да разпространява своето UHT-мляко и в САЩ.

## Отношение към околната среда
През 2008 г. правителството на Великобритания си поставя за цел до 2020 г. 90% от произведеното мляко да е UHT,  което значително ще намали нуждата от охлаждане, а с това ще се намали и емисията на парникови газове. Въпреки очевидните ползи, производителите на мляко се противопоставят на тези намерения, и предложението бързо е изоставено.